# Mepachymerus lindbergi
Mepachymerus lindbergi är en tvåvingeart som först beskrevs av Oswald Duda 1933.  Mepachymerus lindbergi ingår i släktet Mepachymerus och familjen fritflugor. Inga underarter finns listade i Catalogue of Life.